# Estado Maior da Restinga
Sociedade Recreativa e Beneficente Estado Maior da Restinga é uma escola de samba da zona sul de Porto Alegre.

## História
A Estado Maior da Restinga foi fundada em 20 de março de 1977. As cores escolhidas para escola foram o verde, o vermelho e o branco e seu símbolo é um cisne branco Desfilou pela primeira vez em 1979 e conquistou seu primeiro título em 1982. Sua quadra se localiza no bairro Restinga. Seus fundadores foram: Setembrino Bond, Máximo Iracet Alfonso, Mozart Carvalho, Reginaldo Pujol, José Silva, Julio Cezar, Osvaldo Santos, Adão Guedes, José Bitencourt, Evaristo Barbat Mutt, Maria Silva, Helio Garcia (Helinho), Luis Carlos Püftz (Sabadá), Geraldo Neves, Claudio Machado e João Pedro.Teve C
Por estar localizada no extremo sul da cidade de Porto Alegre, na estrada João Antônio Silveira, s/nº a escola preserva suas raízes, tendo como boa parte de seus desfilantes moradores da Restinga Velha, Restinga Nova e Vila Nova. A "Tinga", como é carinhosamente conhecida é, hoje, motivo de orgulho para sua comunidade e para a cidade de Porto Alegre.
Contratou para carnaval de 1999 Laíla e Shangai, da Beija-Flor. Já teve como enredos o Mercado Público de Porto Alegre (1985), os jogos de azar (1989), o estuário Guaíba (1990), os sete pecados capitais (1993), a história de lutas do povo africano (1996) e a história do carnaval desde as saturnálias romanas (2001). Para 2011 contratou o carioca Wander Pires para ser seu interprete, neste mesmo ano foi a campeã com enredo sobre a África do Sul. Atingiu no ano seguinte o bicampeonato com a história do vinho; ainda em 2012 recebeu da prefeitura de Porto Alegre a Medalha Cidade de Porto Alegre, um reconhecimento a pessoas e entidades que ajudaram no desenvolvimento da capital gaúcha.

## Lema da escola
Tinga teu povo te ama! O lema da escola foi criado pelo interprete Paulão da Tinga.

## Segmentos

### Presidentes
| Nome                                | Mandato         | Ref.         |
| ----------------------------------- | --------------- | ------------ |
| César Rodrigues Ribeiro             | 1987-1997       | [ 7 ]        |
| Aldo Luís Rabello Carlos            | 1998-2001       | [ 7 ]        |
| Ubirajara Franco de Oliveira "Bira" | 2002-2003       | [ 8 ]        |
| Hélio Garcia                        | 2004-2008       | [ 9 ]        |
| Wilson Oliveira                     | 2009            | [ 10 ]       |
| Robson Dias "Preto"                 | 2010-2017       | [ 11 ]       |
| Richer Almeida Kniest               | 2017-2019       | [ 12 ]       |
| Aldo Luis Rabelo Carlos             | 2019-Atualmente | [ 2 ] [ 13 ] |

### Diretores
| Ano       | Diretor de Carnaval               | Ref.   |
| --------- | --------------------------------- | ------ |
| 1990-1995 | Jorge Alberto de Mattos “Kid”     | [ 3 ]  |
| 1996      | Ubirajara Franco                  | [ 3 ]  |
| 1997      | Lídia Ribeiro                     | [ 3 ]  |
| 1998      | Jorge Alberto de Mattos “Kid”     | [ 3 ]  |
| 1999      | Comissão de Carnaval              | [ 3 ]  |
| 2000      | Deoclésio Souza                   | [ 14 ] |
| 2001      | Cláudio Barulho e Paulão da Tinga |        |
| 2006      | Jorge Gonçalves                   |        |
| 2007      | Jorge Alberto de Mattos “Kid”     | [ 15 ] |
| 2009      | Comissão de Carnaval              | [ 16 ] |
| 2011      | Jorge Gonçalves                   |        |
| 2012-2019 | Comissão de Carnaval              | [ 17 ] |
| 2020      | Hélio Garcia, Kid e Hélvio Dias   | [ 2 ]  |
| 2022      | Hélvio Dias                       |        |
| 2023      | Hélio Garcia                      | [ 13 ] |

| Ano       | Diretor de harmonia           | Ref.   |
| --------- | ----------------------------- | ------ |
| 1993      | Delmar Barbosa Pavão          | [ 3 ]  |
| 1994-1995 | Jorge Alberto de Mattos “Kid” | [ 3 ]  |
| 1996-1997 | Carlos Viana                  | [ 3 ]  |
| 1998      | Jorge Alberto de Mattos “Kid” | [ 3 ]  |
| 1999      | Delmar Barbosa Pavão          | [ 3 ]  |
| 2000      | Hélio Garcia                  | [ 14 ] |
| 2022      | Anderson Xilico               |        |

| Ano        | Mestre de bateria          | Ref.   |
| ---------- | -------------------------- | ------ |
| 1990-1993  | Estêvão Renato Pereira     | [ 3 ]  |
| 1994       | Rubens Luiz “Carioca”      | [ 3 ]  |
| 1995-1996  | Estêvão Renato Pereira     | [ 3 ]  |
| 1997       | Luciano da Conceição       | [ 3 ]  |
| 1998       | Júlio Lucena “Mestre Inho” | [ 3 ]  |
| 1999-2000  | Luciano da Conceição       | [ 18 ] |
| 2001       | Estêvão Renato Pereira     |        |
| 2002-2018  | José Augusto “Mestre Guto” | [ 19 ] |
| 2019-2020  | Anderson Xilico e Comissão | [ 20 ] |
| 2022-Atual | Fábio da Silva Freitas     | [ 13 ] |

### Casal de Mestre-sala e Porta-bandeira
| Ano        | Nome                                 | Ref.          |
| ---------- | ------------------------------------ | ------------- |
| 1989       | Paulinho da Tinga e Michele Lima     |               |
| 1990-1992  | Oldair Santos e Tânia Regina         | [ 7 ]         |
| 1993-1996  | Oldair Santos e Michele Lima         | [ 7 ]         |
| 1997       | Oldair Santos e Rita de Cássia Cunha | [ 7 ]         |
| 1998-1999  | Oldair Santos e Paula Marques        | [ 7 ]         |
| 2000       | Marcelinho e Michele Lima            | [ 21 ]        |
| 2001       | Oldair Santos e Michele Lima         |               |
| 2002       | Tadeu Pé de Vento e Michele Lima     |               |
| 2003-2004  | Tadeu Pé de Vento e Kizzy Pereira    |               |
| 2005       | Alexandre e Kizzy Pereira            | [ 22 ]        |
| 2006-2007  | Marcelinho e Kizzy Pereira           | [ 23 ]        |
| 2008       | Chulá e Kizzy Pereira                | [ 24 ]        |
| 2009       | Márcio Kremer e Kizzy Pereira        | [ 25 ]        |
| 2010-2014  | Chulá e Priscila                     | [ 26 ] [ 27 ] |
| 2015       | João Boff e Giza                     | [ 28 ]        |
| 2016       | Willian Alves e Giza                 | [ 29 ]        |
| 2017       | Marcelinho e Giza                    | [ 30 ]        |
| 2019       | Leandro Chuca e Dayane Machado       | [ 31 ]        |
| 2020       | Leandro Chuca e Hélida Freitas       | [ 32 ]        |
| 2022-Atual | Marcelinho e Hélida Freitas          | [ 13 ]        |

### Corte de Bateria
| Ano  | Madrinha          | Ref. |
| ---- | ----------------- | ---- |
| 2014 | Viviane Rodrigues |      |
| 2015 | Viviane Rodrigues |      |

## Carnavais
| Ano                        | Colocação   | Grupo      | Enredo | Carnavalesco                  | Intérprete                     | Ref.                               |
| -------------------------- | ----------- | ---------- | --- | ----------------------------- | ------------------------------ | ---------------------------------- |
| 1979                       |             | II         | Homenagem à Lupicínio Rodrigues. |                               |                                | [ 15 ]                             |
| 1980                       |             | II         | Circo, alegria e amor. |                               |                                | [ 15 ]                             |
| 1981                       | 3.º lugar   | II         | De repente, Vinicius na Tinga. |                               | Neusa Maria                    | [ 15 ] [ 33 ]                      |
| 1982                       | Campeã      | II         | Cassino da Urca. |                               | Neusa Maria                    | [ 15 ] [ 34 ]                      |
| 1983                       | 7.º lugar   | I          | Carnaval, alegria do povo. |                               | Dodô                           | [ 15 ] [ 35 ]                      |
| 1984                       | 3.º lugar   | I          | Um pequeno homem e seu grande sonho. |                               | Cláudio Barulho                | [ 15 ]                             |
| 1985                       | Vice-campeã | I          | Das flores, das frutas, a fantasia da realidade do nosso Mercado de variedades.                                                                               |                               | Cláudio Barulho                | [ 15 ] [ 36 ]                      |
| 1986                       | Vice-campeã | I          | Amazônia, mistério e magia. |                               | Cláudio Barulho                | [ 15 ]                             |
| 1987                       | Campeã      | I          | Fantástica Odisséia do samba no mundo fantástico do sistema solar.                                                                                            |                               | Paulão da Tinga                | [ 15 ] [ 37 ]                      |
| 1988                       | 3.º lugar   | I          | Na aurora da criação, o esplendor de um mundo. |                               | Paulão da Tinga                | [ 15 ] [ 37 ]                      |
| 1989                       | Vice-campeã | I          | Viagem ao mundo da sorte no cenário da esperança. |                               | Paulão da Tinga                | [ 15 ] [ 37 ]                      |
| 1990                       | Vice-campeã | 1A         | Guaíba, os encantos de um rio sob um pôr-do-sol fascinante.                                                                                                   | Xico Corrêa e Rony Rocco      | Cláudio Barulho                | [ 3 ] [ 15 ] [ 38 ]                |
| 1991                       | Campeã      | 1A         | África, raízes negras na terra do samba. | Xico Corrêa e Rony Rocco      | Cláudio Barulho                | [ 3 ] [ 15 ] [ 39 ] [ 38 ]         |
| 1992                       | Campeã      | 1A         | Lendário e fascinante, o mar, misterioso mar. | Xico Corrêa e Rony Rocco      | Cláudio Barulho                | [ 3 ] [ 15 ] [ 40 ] [ 38 ]         |
| 1993                       | Vice-campeã | 1A         | Das maravilhas do Éden aos Sete Pecados Capitais. | Xico Corrêa e Rony Rocco      | Cláudio Barulho                | [ 3 ] [ 15 ] [ 34 ]                |
| 1994                       | Campeã      | 1A         | África - 300 Anos de Zumbi dos Palmares. | Xico Corrêa e Rony Rocco      | Paulinho Durão                 | [ 3 ] [ 15 ]                       |
| 1995                       | 3.º lugar   | 1A         | Na Magia do Circo, o maior espetáculo da Terra. | Rony Rocco                    | Paulinho Durão                 | [ 3 ] [ 15 ]                       |
| 1996                       | Vice-campeã | Especial   | A riqueza desta negra me fascina. | Rony Rocco e Guaracy Feijó    | Paulão da Tinga                | [ 3 ] [ 15 ] [ 37 ]                |
| 1997                       | 4.º lugar   | Especial   | Cortes invasoras em terras Tupiniquins. | Guaracy Feijó                 | Paulão da Tinga                | [ 3 ] [ 15 ] [ 15 ] [ 37 ] [ 38 ]  |
| 1998                       | 3.º lugar   | Especial   | Alimento - reserva energética do organismo humano. | Guaracy Feijó                 | Paulinho Durão                 | [ 3 ] [ 15 ] [ 41 ] [ 38 ]         |
| 1999                       | Campeã      | Especial   | Bailado do Cisne nas asas da imaginação | Chico Espuma                  | Paulinho Durão                 | [ 3 ] [ 15 ] [ 42 ] [ 43 ]         |
| 2000                       | Vice-campeã | Especial   | Das Trevas à Luz: A epopeia da Missão de São João Batista, Uma visão do paraíso.                                                                              | Xico Correa                   | Carlos Medina                  | [ 14 ] [ 44 ] [ 15 ] [ 45 ]        |
| 2001                       | 3.º lugar   | Especial   | A magia das máscaras, suas origens e mistérios: o disfarce do Universo.                                                                                       | Rony Rocco                    | Paulinho Durão                 | [ 15 ] [ 46 ] [ 47 ]               |
| 2002                       | 5.º lugar   | Especial   | Faço do meu passo um passo para o compasso - A Restinga vem contar a história do sapato.                                                                      | Mano Brum                     | Paulão da Tinga                | [ 15 ] [ 48 ] [ 49 ]               |
| 2003                       | 8.º lugar   | Especial   | Vida e arte de um pequeno ser que cresceu nas glórias de um gramado para o Mundo: Ronaldinho Gaúcho.                                                          | Cássio Carvalho               | Sandrinho Gessé                | [ 15 ] [ 50 ] [ 51 ]               |
| 2004                       | Campeã      | A          | Espelho, espelho meu, existe alguém mais Tinga do que eu? |                               | Sandro Ferraz                  | [ 15 ] [ 52 ] [ 53 ]               |
| 2005                       | Campeã      | Especial   | O Enigma de todos os tempos. O Estado Maior da Restinga pergunta que mistério é esse?                                                                         | Rony Rocco                    | Sandro Ferraz                  | [ 22 ] [ 54 ] [ 38 ]               |
| 2006                       | Campeã      | Especial   | Hoje a Restinga se encanta e faz a festa com você 75 anos viva OAB.                                                                                           | Rony Rocco e Emerson Oliveira | Sandro Ferraz                  | [ 15 ] [ 55 ] [ 56 ] [ 23 ]        |
| 2007                       | 7.º lugar   | Especial   | Restinga, uma viagem contagiante no mundo da energia. | Paulo Jorge e Pedro Cury      | Sandro Ferraz                  | [ 15 ] [ 57 ] [ 58 ]               |
| 2008                       | 10.º lugar  | Especial   | Rio Grande, Cidade Histórica, Noiva do Mar - Aqui nasceu o Rio Grande do Sul.                                                                                 | Paulo Jorge                   | Renan Ludwig                   | [ 15 ] [ 59 ] [ 24 ] [ 60 ]        |
| 2009                       | 3.º lugar   | Especial   | Os 100 anos da vida e obra de Oscar Niemeyer | Paulo Jorge                   | Renan Ludwig                   | [ 61 ] [ 62 ] [ 25 ]               |
| 2010                       | Vice-campeã | Especial   | A Restinga é do tamanho da China. | Paulo Jorge                   | Renan Ludwig                   | [ 63 ] [ 26 ]                      |
| 2011                       | Campeã      | Especial   | A Restinga Multirracial Celebra a África de Mandela na Festa do Carnaval.                                                                                     | Paulo Jorge                   | Wander Pires                   | [ 64 ] [ 65 ] [ 66 ] [ 67 ]        |
| 2012                       | Campeã      | Especial   | Da mitologia à realidade, a Tinga de Taça na Mão! Vinhos do Brasil- sinônimo de qualidade, saúde, prazer e prosperidade!                                      | Paulo Jorge                   | Wander Pires                   | [ 68 ] [ 69 ] [ 66 ] [ 70 ] [ 71 ] |
| 2013                       | 3.º lugar   | Especial   | A Restinga Pede Passagem e se Mostra em Superações. Tri Felizes Iremos Ficar no Panteão dos Campeões                                                          | Paulo Jorge                   | Wander Pires                   | [ 72 ] [ 73 ] [ 66 ] [ 27 ]        |
| 2014                       | 3.º lugar   | Especial   | És Fascinação! Elis Regina - Rainha nos Palcos, Seu Cantar é Pura Emoção!                                                                                     | Edson Santos (Dico)           | Sandro Ferraz                  | [ 17 ] [ 74 ] [ 75 ] [ 76 ]        |
| 2015                       | 4.º lugar   | Especial   | Com o Cisne se Banhando no Rio Mampituba, a Tinga Embarca no Balão Para Contar as Histórias, Cultura, Mitos e Lendas de Torres, a Mais Bela do Litoral Gaúcho | Edson Santos (Dico)           | Renan Ludwig                   | [ 77 ] [ 28 ] [ 78 ]               |
| 2016                       | 4.º lugar   | Especial   | Da Sabedoria Busquei a Humildade. Da Humildade Clamei por Justiça. Sou Negro, Sou Rei: Kao Kabecilê, Sou Restinga!                                            | Edson Santos (Dico)           | Renan Ludwig                   | [ 29 ] [ 79 ]                      |
| 2017                       | 4.º lugar   | Série Ouro | Da Nossa Cana Doce Sai, a “Pinga” Minha Gente! E a Tinga Faz a Festa com Nosso Ouro Aguardente                                                                | Reinaldo Oliver               | Renan Ludwig                   | [ 30 ] [ 80 ]                      |
| Desfile cancelado em 2018. |             |            | |                               |                                |                                    |
| 2019                       | Vice-campeã | Série Ouro | Em Terras Tinguerreiras Prevalece a Verdade, Quem Foi Rei Nunca Perde a Majestade!                                                                            | Reinaldo Oliver               | Everton Rataescki              | [ 12 ] [ 83 ] [ 84 ]               |
| 2020                       | 3.º lugar   | Série Ouro | Não Basta Sonhar... Tem Que Ter Fé! | Sandro Rauly                  | Renan Ludwig                   | [ 85 ] [ 86 ]                      |
| Desfile cancelado em 2021. |             |            | |                               |                                |                                    |
| 2022                       | 4.º lugar   | Série Ouro | A Restinga de Alma e Coração Canta a Redenção na Porto Alegre da Minha Paixão                                                                                 | Luciano Maia                  | Tinga e Evandro Medina         | [ 88 ] [ 89 ]                      |
| 2023                       | Campeã      | Série Ouro | Bendita és Tu, Anastácia. Negra dos Olhos Azuis | Luciano Maia                  | Renan Ludwig e Gabriel Pereira | [ 13 ]                             |
| 2024                       | Vice-campeã | Série Ouro | Crianças - Que Todas Sejam Amadas, Respeitadas e Protegidas diz o Estado Maior da Restinga                                                                    | Luciano Maia                  | Renan Ludwig e Gabriel Pereira | [ 90 ] [ 91 ]                      |
| 2025                       | Vice-campeã | Série Ouro | São Jorge, Teu Povo Te Ama | Luciano Maia                  | Renan Ludwig e Gabriel Pereira | [ 92 ] [ 93 ]                      |
| 2026                       |             | Série Ouro | Restinga - O canto de todos os povos | Luciano Maia                  | Renan Ludwig                   |                                    |
|                            |             |            | |                               |                                |                                    |

## Títulos
| Títulos do Estado Maior da Restinga | Títulos do Estado Maior da Restinga | Títulos do Estado Maior da Restinga | Títulos do Estado Maior da Restinga                        |
| ----------------------------------- | ----------------------------------- | ----------------------------------- | ---------------------------------------------------------- |
| Grupo                               | Grupo                               | Títulos                             | Anos                                                       |
|                                     | Especial (Atual Série Ouro)         | 10                                  | 1987, 1991, 1992, 1994, 1999, 2005, 2006, 2011, 2012, 2023 |
|                                     | Grupo-II / A (Atual Série Prata)    | 2                                   | 1982, 2004                                                 |

## Prêmios
Estandarte de Ouro
- 2010: Fantasia, ala de passo marcado e comissão de frente.[94]
- 2011: Alegorias, bateria, enredo, harmonia, 2º casal de mestre-sala e porta-bandeira, samba-enredo, ala de baianas, intérprete, diretor de Carnaval e presidente.[95]
- 2012: Enredo, musa/rainha de bateria, madrinha de bateria e presidente.[96]
- 2014: Tema-enredo e melhor ala de passo marcado.[97]
- 2016: Bateria, harmonia musical, interprete e ala de passo marcado.[98]